# Mythos Games
Mythos Games Ltd. (anciennement Target Games) était un studio de développement de jeux vidéo britannique fondé en 1988 par Julian Gollop. Le studio est surtout connu pour son jeu de stratégie UFO: Enemy Unknown, sorti en 1994.
Après la faillite du studio en 2001, Julian Gollop fonde une autre studio, Codo Technologies.

## Jeux développés
- Laser Squad (1988)
- Rebelstar II (1988)
- Lords of Chaos (1990)
- UFO: Enemy Unknown (1994)
- Les Dossiers secrets de Sherlock Holmes : L'Affaire de la rose tatouée (1996)
- X-COM: Apocalypse (1997)
- Arcanes (1999)
- The Dreamland Chronicles: Freedom Ridge (annulé)